# Luis Váez de Torres
Luis Váez de Torres (1565. – 1610./1613.), portugalski pomorac i istraživač u španjolskoj službi poznat po tome što je prvi 1606. godine plovio kroz prolaz koji odvaja sjevernu obalu Australije od Nove Gvineje i nosi njegovo ime Torresov prolaz, dokazavši time da je Nova Gvineja otok.

## Životopis
Torresovo mjesto i vrijeme rođenja nisu poznati, ali se prema dostupnim podacima pretpostavlja da je rođen 1565. godine. Torres je bio zapovjednik drugog od triju brodova ekspedicije pod vodstvom Pedra Fernándeza de Quirósa, koja je tragala za legendarnim "Južnim kontinentom". Tri su broda isplovila iz luke Callao u Peruu 21. prosinca 1605. godine. U svibnju 1606. stigli su na Nove Hebride i ondje se zadržali na jednom otoku današnje otočne države Vanuatu, kojemu su dali ime Espiritu Santo. Nakon pet, ili šest tjedana, de Qurios je bio prisiljen (vjerojatno na to natjeran pobunom) vratiti se svojim brodom u Acapulco, Meksiko, gdje je i pristao u studenom 1606. Torres je preostalim dvama brodovima zaplovio prema zapadu. Stigao je do Velikoga koraljnog grebena uz Queensland i zatim je pošao prema sjeveru, dok nije ugledao Novu Gvineju s njezina istočnog kraja. Odatle se mučno probijao kroz grebene i pličine današnjega Torresova prolaza, očito ne shvaćajući da je jedan "od vrlo velikih otoka na jugu" zapravo bio rt York, sjeverni vrh velikog kontinenta koji su tražili. 1. lipnja 1607. godine s dva broda uplovio je u Manilu. Nakon što su doplovili u Manilu, Torresu i njegovoj sudbini gubi se svaki trag.